# Juan Antonio Delgado Garriga
Juan Antonio Delgado Garriga (?- 1999) fou un empresari espanyol, President del Cercle d'Economia entre 1980 i 1984 i membre del patronat d'ESADE.
Com a empresari, va ostentar diversos càrrecs a l'ecosistema barceloní, entre els quals destaca el de conseller delegat de Cros, president de Privat Bank i del Patronat de la Fundació Esade.
El seu fill, Antonio Delgado, és el President del Círculo Ecuestre.